# Хуан Пабло Аньйор
Хуан Пабло Аньйор (ісп. Juan Pablo Añor; нар. 24 січня 1994, Каракас) — венесуельський футболіст, півзахисник клубу «Каракас», відоміший як Хуанпі.
Виступав, зокрема, за клуб «Малага», а також національну збірну Венесуели.

## Клубна кар'єра
Народився 24 січня 1994 року в місті Каракас. Вихованець юнацьких команд футбольних клубів «Каракас», «Малага» та «Лойола».
У професійному футболі дебютував 2014 року виступами за команду клубу «Малага».

## Виступи за збірні
2011 року дебютував у складі юнацької збірної Венесуели, взяв участь у 3 іграх на юнацькому рівні.
2013 року залучався до складу молодіжної збірної Венесуели. На молодіжному рівні зіграв у 2 офіційних матчах, забив 1 гол.
2014 року дебютував в офіційних матчах у складі національної збірної Венесуели. Наразі провів у формі головної команди країни 26 матчів, забив 1 гол.
У складі збірної був учасником Кубка Америки 2016 року у США.

## Статистика виступів

### Статистика клубних виступів
| Команда           | Сезон             | Чемпіонат | Чемпіонат | Національний кубок | Національний кубок | Континентальні кубки | Континентальні кубки | Усього | Усього |
| Команда           | Сезон             | Ігор      | Голів     | Ігор               | Голів              | Ігор                 | Голів                | Ігор   | Голів  |
| ----------------- | ----------------- | --------- | --------- | ------------------ | ------------------ | -------------------- | -------------------- | ------ | ------ |
| «Малага»          | 2014–15           | 5         | 0         | 5                  | 1                  | —                    | —                    | 10     | 1      |
| «Малага»          | 2015–16           | 20        | 4         | 1                  | 0                  | —                    | —                    | 21     | 4      |
| «Малага»          | Разом             | 25        | 4         | 6                  | 1                  | —                    | —                    | 31     | 5      |
| Усього за кар'єру | Усього за кар'єру | 25        | 4         | 6                  | 1                  | —                    | —                    | 31     | 5      |